# Salone Internazionale del Mobile
Il Salone Internazionale del Mobile è la più importante fiera e punto d'incontro, a livello mondiale, per gli operatori del settore casa-arredamento. La sua prima edizione risale al 1961 a Milano, città che accoglie la manifestazione tutt'oggi, e l'accoglierà almeno fino al 2032.

## Storia

### Le premesse
La prima sperimentazione espositiva avvenne nel 1953 con la costruzione un centro espositivo, il Palazzo del Mobile, sullo svincolo per Lissone dalla Nuova Valassina, creando un'architettura progettata dal designer internazionale Gualtiero Galmanini. I lavori iniziarono nel 1955 e l'esposizione aprì nel 1959.
Alla vigilia degli anni sessanta l'Italia, come la Germania, affronta un grande fermento di ricostruzione edilizia, dal momento che dopo il conflitto mondiale appena lasciato alle spalle c'era la necessità di ricostruire, tra le altre cose, abitazioni per i cittadini. Questi grandi volumi di edifici vuoti portarono una grande domanda di mobili e oggetti con cui riempirli. L'industria italiana e tedesca del settore avevano la necessità di entrare in contatto con i consumatori. I due paesi avevano caratteristiche industriali differenti: l'Italia era caratterizzata da moltissime aziende di piccole dimensioni, La situazione tedesca invece era opposta. La Germania, proprio nel 1960, a Colonia riapre al mondo la Koelnmesse, storica esposizione che riguardava proprio il settore della casa e dell'arredamento.

### La nascita 1961
Vista la positiva reazione del mondo all'esposizione tedesca, un gruppo di imprenditori italiani del settore - la delegazione Alta Italia della Federazione Italiana delle Industrie del Legno e del Sughero, diretta da Tito Armellini - di ritorno da essa, decisero che anche in Italia c'era la possibilità di creare un evento simile. Venne così creato il Cosmit ("Comitato Organizzatore del Salone del Mobile Italiano"). Nel 1961 viene inaugurata, presso la Fiera di Milano, la prima edizione del Salone del Mobile. Vi parteciparono 328 aziende, su un'area espositiva di 11.860 m² e ci furono 12.100 visitatori, di cui 800 provenienti dall'estero.
Tra i fondatori del Salone del Mobile si ricordano Michele Barovero, Alessandro Besana, Franco Cassina, Piero Dal Vera, Vittorio Dassi, Angelo De Baggis, Mario Dosi, Aldo Falcioni, Angelo Marelli, Silvano Montina, Mario Roncoroni, Vittorio Villa e Angelo Molteni. Il 24 settembre del 1961 si inaugura la prima edizione del Salone nei Padiglioni 28 e 34 della Fiera Campionaria. Tra le tredici aziende di mobili a parteciparvi: la  Salvarani di Baganzola, il mobilificio Tenani di Casale sul Sile (TV), la Snaidero di Maiano (UD), ecc...  Nel 1965, su iniziativa di Manlio Armellini, alcune aziende selezionate del settore di design moderno vengono raggruppate in un solo spazio espositivo, il padiglione 30/3.

### L'affermazione internazionale 1967
Al Salone del Mobile, diventato “internazionale” nel 1967, si affiancano nel tempo altre 6 manifestazioni fieristiche. Nel 1974 nasce Eurocucina, nel ’76 Euroluce, cui seguono Eimu, dedicata agli spazi di lavoro e ribattezzata SaloneUfficio, il Salone Internazionale del Complemento d’Arredo, il Salone Satellite e il Salone Internazionale del Bagno. Gli espositori dell’edizione 2011 sono 2.720 su 210.500 mq, ospitati nel quartiere di Fiera Milano a Rho, firo Massimiliano Fuksas. Dal 2005 l’arredo italiano arriva a New York e a Mosca con i Saloni WorldWide. Nel 2018 viene inaugurata l'edizione di Shanghai.

### L'espansione internazionale e il primato
Dal 1967 la rassegna divenne internazionale ad anni alterni e dal 1991 lo sarà per tutti gli anni. Gli espositori che parteciparono all'edizione del 1991 furono 1 959, (258 esteri) in un'area di 144 000 m², 147 000 furono i visitatori di cui 53 000 provenienti dall'estero.
Alla fine dell'edizione del 1994 si tenne una conferenza a Colonia il salone italiano venne dichiarato il primo al mondo. Da quell'anno iniziò il declino della koelnmesse.
L'edizione 2020 viene annullata a causa della pandemia di COVID-19: l'evento riprende l'anno successivo, il 5 settembre 2021, con l'organizzazione assegnata all'architetto Stefano Boeri.

## Il Salone Internazionale del Mobile oggi

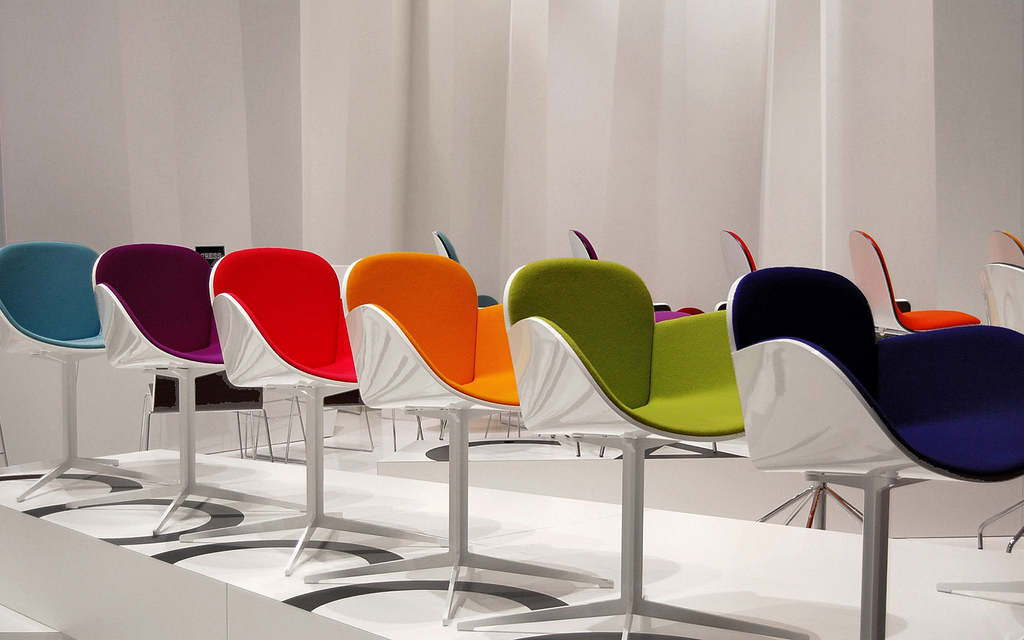
Un'esposizione scenografica che mostra tutti i colori presenti in catalogo di un tipo di sedia (2009)

Il Salone Internazionale del Mobile, si svolge annualmente in aprile durante la Settimana del Design presso la Fiera di Milano a Rho. Inizialmente era organizzato nell'area della fiera campionaria, mentre dal 2005 ha seguito il trasferimento delle attività fieristiche alla nuova sede realizzata dall'architetto italiano Massimiliano Fuksas. L'ultimo giorno dell'evento (la domenica) il salone è aperto anche ai visitatori generici
Al Salone è strettamente correlato un altro importante evento milanese, il Fuori Salone. L'afflusso di visitatori al Salone del Mobile è anche condizionato da un'altra fiera "inglobata" nella settimana dei Saloni, la biennale EuroLuce.
All'evento partecipano aziende produttrici di sedute e mobili per la casa (interno ed esterno), elettrodomestici e materiali (sia di rivestimento sia strutturali). Sono presenti anche concept e prototipi e studi sulle nuove tecnologie, ma anche esercizi di stile e performance di designer famosi ed emergenti.
Durante il Salone del Mobile si svolge il concorso Young e Design.

### Settori
La manifestazione prevedere le seguenti categorie divise nei rispettivi padiglioni:
- Classico, mobili dal gusto antico e neoclassico
- Design, mobili moderni e dal design contemporaneo
- EuroLuce, complementi d'arredo riguardanti l'illuminazione
- EuroCucina[7], complementi d'arredo per le cucine
- Salone Internazionale del Bagno, complementi d'arredo per il bagno
- SaloneSatellite, piccoli stand dedicati ai giovani designer